# 新潟県競馬組合
新潟県競馬組合（にいがたけん けいばくみあい）は新潟県および新潟市、三条市、豊栄市（現在の新潟市北区）による一部事務組合である。新潟競馬場・三条競馬場において地方競馬を開催する目的で1965年に設立されたが、2002年解散。

## 概要
戦後の新潟県では公営競馬として新潟競馬場・三条競馬場において新潟県・新潟市・長岡市・三条市（当初は南蒲原郡大島村）の4自治体が単独で競馬を開催していたが、1965年に新潟競馬場が新潟市関屋地区（現在の新潟市中央区）から郊外の北蒲原郡豊栄町（1970年に市制施行）に移転したことを受けて同年8月1日に4自治体による一部事務組合が結成された。競馬場移転を受けて競馬開催権を得た豊栄町も翌2日に加入し、その後は戦災による特例の開催権を得ていた長岡市が脱退。長らく「新潟県競馬」の愛称で競馬を開催していたが、業績不振のため2001年11月5日に新潟県知事記者会見の場により2001年度をもって廃止する旨の発表がされ、その後両競馬場の開催を廃止、組合も解散となった。ただし、新潟競馬場のNiLS 21スタンドの業務区域の一部には、いまだ「新潟県競馬組合」の文字が残ったままのドアなどが依然として存在している。
旧新潟競馬場（関屋競馬場）は戦前は日本競馬会による公認競馬が開催されていた。戦後は日本競馬会の後身である日本中央競馬会（中央競馬を主催）の所有であったが、中央競馬の開催は行われなかった。関屋分水路の工事に伴い競馬場移転を余儀なくされた新潟県は、日本中央競馬会に対して旧競馬場の用地と等価交換する形で新潟市と豊栄町がまたがる場所に土地を提供した。新競馬場では日本中央競馬会も競馬開催を22年ぶりに再開、こちらは現在も開催されている。
実況は、耳目社の増田勝美・及川暁・古川浩が担当していた。

## 主な競走
- 朱鷺大賞典 - 元々は地元馬によるファン投票競走で宝塚記念相当のレースだったが、2000年に新潟県競馬で唯一のダートグレード競走（GIII）に昇格されるも、ダートグレード競走としては2回限りで新潟県競馬が廃止。
- 新潟グランプリ - 新潟県競馬の有馬記念相当の競走。第1回からファン投票競走として開催。
- 三条記念 - 創設時から主に真夏の重賞として開催されていたものの、最後の年はファン投票競走の「三条グランプリ」として開催された。
- 新潟記念 - 元々は12月半ばのマイル重賞として開催されていたものの、朱鷺大賞典がダートグレード競走になってからは、前哨戦として開催されるようになった。
- 豊栄記念 - 元々は地元馬限定戦だったものの、平成9年からは中央900万下級との条件交流として開催。
- 迎春賞 - 正月開催の古馬重賞。
- 金蹄賞 - 春開催の古馬重賞。
- 東北招待 - 新潟のみで開催された東北地区交流重賞。後の東北サラブレッド大賞典。
- 新潟皐月賞 - 新潟県競馬の皐月賞相当の重賞。
- 新潟ダービー - 新潟県競馬のダービー相当の重賞。
- 青山記念 - 新潟県競馬の菊花賞相当の重賞。
- 新潟ジュニアカップ - 2歳馬ナンバーワン決定戦。
- サラブレッド3歳牝馬賞 - 3歳馬による牝馬限定重賞。
- 越佐記念 - アラブの新潟グランプリに相当。新潟平成カップが交流競走ではなくなった際に休止。
- 新潟平成カップ - アラブの3歳4歳馬による北日本地区交流。平成9年からは越佐記念の立ち位置を受け継ぐ。
- 新潟アラブ大賞典 - アラブの三条記念に相当。
- 銀蹄賞 - アラブの金蹄賞に相当。
- 銀嶺賞 - アラブの迎春賞に相当。
- 東北アラブダービー - アラブの3歳馬による東北地区交流重賞。
- 新潟卯月賞 - アラブの新潟皐月賞に相当。
- 新潟アラブ優駿 - アラブの新潟ダービーに相当。
- アラブ王冠 - アラブの青山記念に相当。
- アラブ栄冠 - アラブの抽選馬による3歳4歳限定重賞。2000年のみ「東北アラブ栄冠」として東北地区交流を開催。
- 若駒賞 - アラブの2歳馬ナンバーワン決定戦。
- 駿馬賞 - アラブの抽選馬による2歳限定重賞。
- 中央競馬騎手招待 - サラ系の準オープンによる準重賞。1着賞金は重賞並みであった。
- 駒子賞 - 元々はアラブの3歳牝馬の準重賞として行われていたが、アラブ縮小もあって休止されていて、最後の年に藤塚聡子騎手が新潟からデビューした事もあって、国内の女性騎手招待が開催された。
- TeNY賞スーパージョッキーカップ - 地方騎手交流競走。2001年に佐々木竹見、的場文男、安藤勝己を三条に招いて第1回を開催、地元の榎伸彦が勝利。結果的にこの一回限りとなった[3][4]。

「持ち回り競走」
- 東北サラブレッド大賞典 - サラ系の古馬たちによる東北地区交流重賞。
- 東北優駿 「新潟開催時は東北ダービー」- サラ系の3歳馬による東北地区交流重賞。
- 東北アラブチャンピオン - アラ系の古馬たちによる東北地区交流重賞。
- 日本海チャンピオンシップ - サラ系の4歳5歳による上山新潟高崎の地区交流重賞。
- レディスカップ - 国内外の女性騎手招待の準重賞。東北地区で持ち回り。

## 主な所属馬・出身馬(世代順)
- トキノメイゲツ - 昭和30年代前半に活躍した馬で、負担斤量について他馬の関係者から軽いのではないかというボイコットが起きて、単走で走った事もある。
- カツニホン - 昭和30年代前半に活躍した馬で、昭和32年は新潟日報杯を筆頭にその年の特別戦(現在の重賞)を5勝。
- ハトソン - 昭和30年代前半に活躍した繋駕速歩競走の馬で、NHK杯を筆頭に繋駕速歩重賞を4勝。
- タカクイン - 昭和30年代半ばに活躍したアラブの抽選馬で、農林大臣賞典やアラブ王冠賞を筆頭にアラ系重賞4勝。18連勝を記録した女傑。
- エチゴオー - 昭和30年代半ばから昭和40年にかけて長く活躍した馬で、地方競馬全国協会会長賞典(5勝)を筆頭に重賞9勝。
- テルニシキ - こちらも昭和30年代半ばから昭和40年にかけて長く活躍した馬で、全国公営競馬主催者協議会会長賞典を筆頭に重賞9勝。
- エゾキング - 昭和30年代後半に活躍した馬で、地方競馬全国協会会長賞典(2勝)を筆頭に重賞5勝。 最後のレースでゴール入線後に故障して安楽死になる。
- ブエノラピード - 昭和40年代前半に活躍したアラブで、アラ系重賞を2勝、サラ系重賞の小林百貨店賞も制覇(新潟県競馬唯一)。
- アステリオー - 昭和40年代前半に活躍した馬で、斤量65キロで制した新潟交通杯を筆頭に重賞4勝。
- ホクエツオー - 昭和40年代前半から半ばに活躍した馬で、三条記念を筆頭に重賞8勝。
- ダイイチカルペール - 昭和40年代半ばに活躍した馬で、新潟グランプリ2連覇に地方競馬全国協会会長賞を制覇。
- アイアンハート - JRA時代カブトヤマ記念を制し、当地では昭和50年代前半に活躍した馬で、新潟グランプリや東北招待で2連覇や他にも三条記念や日本中央競馬会理事長賞典を制覇。
- モージス - 昭和50年代前半に活躍して、アイアンハートのライバル的存在でもあった馬。新潟グランプリや東北招待、三条記念を筆頭に重賞7勝。
- キングトップラン - 昭和40年代後半から昭和50年代前半にかけて活躍したアラブで、通算勝利数は当時の日本記録の42勝。東北アラブチャンピオンや越佐記念の2連覇を含む重賞11勝。サラ系に挑戦して、オープン特別も制覇。引退後は「キングトップラン記念」という重賞競走も設立された。
- テツノボルト - 昭和50年代半ばに活躍したアラブの抽選馬で、東北アラブチャンピオンや越佐記念、キングトップラン記念の2連覇を含む重賞11勝。全日本アラブ大賞典でも3着と善戦。
- イチコウハヤタケ - 昭和50年代後半から昭和60年代にかけて活躍した馬で、東北優駿や東北サラブレッド大賞典、新潟グランプリ、金蹄賞(4連覇)を筆頭に重賞14勝。
- グレートローマン - 昭和50年代後半から昭和60年代にかけて活躍した馬で、新潟ジュニアカップ、新潟皐月賞、新潟ダービーをいずれも圧勝して、東北優駿では岩手のカウンテスアップとの一騎打ちになるも、結果は2着と敗北。後に愛知に移籍して、東海地区でも名古屋大賞典や東海菊花賞、東海大賞典を筆頭に重賞6勝。
- アジャストメント - 昭和50年代後半から昭和60年代にかけて活躍した馬で、重賞は東北サラブレッド大賞典と朱鷺大賞典の2勝のみも、通算勝利数36勝は当時のサラ系日本最多勝記録。
- セントエリアス - 昭和50年代後半から昭和60年代にかけて活躍した馬で、中央未出走で新潟へ移籍してきて、新潟グランプリ2連覇を筆頭に重賞6勝。JRAの地方競馬招待では3着と善戦。
- アーリーフット - 昭和60年代に活躍したアラブで、若駒賞や新潟アラブ優駿、アラブ王冠を制覇。後に東海地区へ移籍して、名古屋杯3勝を筆頭に重賞6勝。全日本アラブ大賞典には2年連続参戦(最高5着)。
- カズノファスト - 昭和60年代に活躍したアラブで、北日本アラブ優駿を筆頭に重賞6勝。後に大井競馬場へ移籍して、準重賞のスターライト賞を制覇。
- スピードペガサス - 昭和60年代後半から平成初頭にかけて活躍した馬で、新潟グランプリや新潟記念4連覇を筆頭に重賞8勝。
- オールダッシュ - 昭和60年代後半から平成初頭にかけて活躍した馬で、豊栄記念を制覇。JRA移籍後は新潟記念、オールカマー、関屋記念で2着。
- カシマサルタン - 昭和60年代後半から平成初頭にかけて活躍したアラブで、新潟アラブ大賞典2連覇や越佐記念、高崎交流のシルバー賞を筆頭に重賞7勝。
- キリサンシー - 昭和60年代後半から平成初頭にかけて活躍した馬で、準重賞の岡村記念を制し、JRA移籍後は日経賞を制覇。
- ツカサアコード - 昭和60年代後半から平成初頭にかけて活躍した馬で、東北優駿や新潟皐月賞、新潟ダービーを制し、ダービーグランプリでは2着と健闘。
- アサクラドラゴン - 昭和60年代後半から平成初頭にかけて活躍したアラブで、新潟卯月賞、新潟アラブ優駿、アラブ王冠を制した新潟県競馬唯一の三冠馬。他にも越佐記念(2勝)などを含む重賞7勝。
- スノージェット - 平成初頭に活躍した馬で、新潟皐月賞と青山記念を制し、JRA移籍後は小倉記念を制覇。
- フジノツヨシ - 平成初頭に活躍したアラブで、東北アラブ3歳チャンピオンや高崎交流のシルバー賞を筆頭に重賞7勝。
- タケデンファイター - 1990年代前半に活躍した馬で、JRA未勝利で移籍してきて、北日本地区交流時代のマイルチャンピオンシップ南部杯や新潟グランプリを筆頭に重賞7勝。
- エンドレスラン - 1990年代前半に活躍したアラブで、北日本アラブ優駿や新潟平成カップを筆頭に重賞7勝の女傑。
- ウインドスイセイ - 1990年代初頭から半ばにかけて活躍したアラブで、東北アラブダービーや銀蹄賞3連覇を筆頭に重賞9勝。
- ウットマン - 1990年代に活躍した新潟デビュー馬で、新潟ダービーと青山記念を制覇。笠松時代は全日本サラブレッドカップや名古屋大賞典を制し、佐賀時代には九州産馬限定戦の霧島賞を2連覇。
- イチヨシクイーン - 1990年代前半に活躍した馬で、新潟グランプリ2連覇や日本海チャンピオンシップを筆頭に重賞5勝の女傑。
- スノーコンコルド - 1990年代半ばに活躍したアラブで、北日本アラブ優駿や東北アラブダービーを筆頭に重賞4勝。
- ナリタハヤブサ - JRA時代に東海ステークス2連覇やフェブラリーステークス、帝王賞などを制したダート界の大物。蹄不安で新潟へ移籍してきた為か満足に使えぬも特別戦で3勝。
- オーディン - JRA時代に脚部不安を抱え、僅か1戦のみで新潟へ移籍。重賞は新潟記念の1勝のみだが、マイルチャンピオンシップ南部杯や平安ステークスで2着と健闘。白い馬体で引退後は誘導馬になる。
- ダービーアール - 1990年代半ばに活躍した馬で、JRA未出走で新潟へ移籍してきて、新潟グランプリ2連覇を筆頭に重賞4勝。
- ヤングスプリンター - 1990年代半ばから後半にかけて活躍したアラブで、東北アラブチャンピオンや銀蹄賞2連覇を筆頭に重賞6勝。
- ラストヒット - 1990年代後半に活躍した馬で、東北優駿や北日本オークスを制覇。繁殖入り後も活躍して、孫にラブミーチャンがいる。
- アラビアンエース - 1990年代半ばに活躍したアラブで、北日本アラブ優駿や東北アラブダービーを筆頭に重賞5勝。
- スノーエンデバー - 1990年代後半から2000年代初頭にかけて活躍した馬で、新潟時代からJRAへ挑戦していて、旧4歳時にJRA移籍後ブリーダーズゴールドカップや日本テレビ盃を筆頭にダートグレード重賞5勝。
- イチコウワールド - 1990年代後半に活躍したアラブで、北日本アラブ優駿や新潟アラブ大賞典2連覇を筆頭に重賞7勝。東日本地区交流のセイユウ賞では2着と善戦。
- ロバリーハート - 1990年代後半に活躍した馬で、JRA未出走で新潟へ移籍してきて、新潟県競馬唯一のダートグレード競走制覇となった（1998年群馬記念）や東北サラブレッド大賞典、新潟グランプリ2連覇を筆頭に重賞7勝。
- エビスヤマト - 1990年代後半から2000年代前半にかけて活躍した馬で、新潟ジュニアカップや新潟ダービー、新潟記念、開設記念(高崎)を制し、マーキュリーカップや朱鷺大賞典では2着と健闘。ダートグレード競走の常連馬だった。
- ハイテンションパル - 1990年代後半から2000年代初頭にかけて活躍した馬で、東北サラブレッド3歳チャンピオンや新潟ダービーを筆頭に重賞5勝。新潟県競馬では唯一NARグランプリに表彰された（1998年の最優秀3歳馬[5]）。後に川崎競馬場へ移籍して単発重賞の新世紀盃を制覇。
- ラブリーハート - 1990年代後半から2000年代初頭にかけて活躍したアラブの抽選馬で、新潟平成カップや新潟アラブ大賞典2連覇を筆頭に重賞7勝の女傑。

## 活躍した騎手・調教師

### 騎手
- 大沢瀞司 - 1957年から1972年までの間でリーディング16回。主な騎乗馬・重賞を数多く制したテルニシキ号、JRA時代NHK杯を制し、新潟では地方競馬全国協会会長賞を制したアラジンオー号(中央名アラジン)、JRA時代京都記念を制し、新潟では日本中央競馬会理事長賞典を制したアイリーンノハチ号(中央名ヨコズナ)。
- 鈴木春雄 - 1970年代前半から90年代半ばまで活躍。リーディング1回。主な騎乗馬・新潟グランプリや東北招待などを制したモージス号、北日本オークスの覇者オルテプリンセス号、日本海チャンピオンシップや新潟グランプリを制したイチヨシクイーン号。
- 此村与志松 - 1970年代前半に活躍した天才と言われた名手。笹川翼騎手の祖父にあたる。
- 森川一二三 - 1970年代前半から廃止まで活躍。リーディング1回。主な騎乗馬・東北優駿や新潟グランプリなどを制したダイスプリンター号、東北優駿の覇者ツカサアコード号、北日本オークスの覇者ヘイセイヒメ号。
- 渡辺正治 - 1970年代半ばから廃止まで活躍。通算2945勝でリーディング13回。主な騎乗馬・東北アラブチャンピオンの覇者ヤシロテンリュウ号、新潟グランプリ2連覇のセントエリアス号、北日本アラブ優駿や東北アラブダービーなどを制したアラビアンエース号。
- 津野総夫 - 1970年代半ばから90年代半ばまで活躍。リーディング2回。主な騎乗馬・新潟グランプリや東北招待2連覇のアイアンハート号、東北サラブレッド大賞典覇者のアジャストメント号、ダービーグランプリ2着のツカサアコード号。
- 五十嵐剛紹 - 1970年代後半から廃止まで活躍。リーディング2回。主な騎乗馬・新潟で無敵を誇ったグレートローマン号、北日本アラブ優駿の覇者カズノファスト号、東北アラブダービーの覇者ウインドスイセイ号。
- 大枝幹也 - 1970年代後半から廃止まで活躍。水沢や上山での交流競走に強く、数多くの交流競走を制覇。主な騎乗馬・東北優駿や東北サラブレッド大賞典などを制したイチコウハヤタケ号、マイルチャンピオンシップ南部杯や新潟グランプリなどを制したタケデンファイター号、北日本アラブ優駿や東北アラブダービーの覇者スノーコンコルド号。
- 向山牧 - 現、笠松所属。1980年代半ばから廃止まで活躍。1991年から廃止まで9年連続リーディング。主な騎乗馬・北日本オークス覇者のキリサニー号、マイルチャンピオンシップ南部杯や平安ステークス2着のオーディン号、群馬記念や東北サラブレッド大賞典などを制したロバリーハート号。
- 榎伸彦 - 1980年代後半から廃止まで活躍。リーディング1回。JRAで開催されていたヤングジョッキーズワールドチャンピオンシップにも出場。主な騎乗馬・北日本アラブ優駿や新潟平成カップの覇者エンドレスラン号、日本海チャンピオンシップの覇者リリーユウシュン号。
- 酒井忍 - 現在川崎の調教師。2022年11月30日を最後に騎手を引退。主な騎乗馬・東北サラブレッド3歳チャンピオンの覇者リーダードリーム号、朱鷺大賞典などを制したイブキクラッシュ号、栗駒賞を制したセカンドゲス号。
- 山田信大 - 現在船橋の調教師。主な騎乗馬・新潟グランプリの覇者イチヨシクイーン号、新潟皐月賞と新潟ダービーを制し、東北優駿やサラブレッドチャレンジカップ2着のスターライフ号。
- 阿部正義
- 長谷川太行

### 調教師
- 清野末三郎 - 数多くの弟子を輩出した関屋競馬場時代の名門。
- 瀬高松彌 - 戦前から新潟県の地方競馬で活躍した三条競馬場の名門。多くの弟子を輩出。活躍を称えられて「瀬高記念」という準重賞競走も開催された。
- 美馬勝一 - 戦前はJRAで活躍した名門。戦後、公営新潟へ移籍。高齢になっても繋駕速歩競走に騎乗。
- 赤間昭松 - 仙台競馬出身で、1950年代半ばに新潟へ移籍。数多くの弟子を輩出。主な活躍馬・昭和30年代前半に繋駕速歩競走で活躍したハトソン号、東北優駿の覇者マサフォンタ号、新潟グランプリや朱鷺大賞典の覇者イエラパランサー号。リーディング2回。
- 赤間松次 - 上記の赤間昭松師の弟で、渡辺正治騎手や山田信大騎手の師匠。主な活躍馬・新潟グランプリ2連覇のダイイチカルペール号、東北アラブチャンピオンの覇者ヤシロテンリュウ号、アラ系重賞7勝のカシマサルタン号。リーディング2回。
- 河内義昭 - 関西の地方競馬出身で、酒井忍騎手の師匠。主な活躍馬・新潟ダービーなどを制したグレートローマン号、三条記念2連覇やマイルチャンピオンシップ南部杯2着のグレートコマンダー号、金沢の地方全国交流サラブレッドチャレンジカップを制したパッシングマーク号。
- 斎藤辰三 - 主な活躍馬・重賞8勝のホクエツオー号、東北優駿や新潟グランプリなどを制したダイスプリンター号、北日本オークスの覇者ヘイセイヒメ号、東北アラブダービーや越佐記念などを制したピュアボーイ号。
- 佐藤忠雄 - 上山競馬場出身で、昭和30年代に公営新潟へ移籍。数多くの活躍馬を輩出。主な活躍馬・65キロの斤量で重賞を制したアステリオー号、東北優駿や東北サラブレッド大賞典を筆頭に重賞14勝のイチコウハヤタケ号、マイルチャンピオンシップ南部杯などを制したタケデンファイター号。リーディング5回。
- 鈴木敬三 - 上山競馬場出身で、昭和30年代に公営新潟へ移籍。笹川翼騎手の祖父にあたる此村与志松騎手の師匠。主な活躍馬・東北招待などを制したトップオリオン号、東北優駿や新潟ダービーを制したダンシングジオット号、東北サラブレッド3歳チャンピオンの覇者サンシャインホース号。
- 鈴木忠俊 - 主な活躍馬・新潟グランプリや新潟記念(4連覇)などを制したスピードペガサス号、東北優駿や新潟ダービーを制し、ダービーグランプリ2着のツカサアコード号、ダリア賞や福島2歳ステークスで2着と健闘して、女性の山本泉騎手騎乗で新潟2歳ステークスへ参戦した(結果は7着)ナッツベリー号。
- 高田功 - 前記の清野末三郎師の弟子で、数多くの活躍馬を輩出。主な活躍馬・新潟皐月賞や青山記念の覇者で、JRA移籍後は小倉記念を制したスノージェット号、新潟グランプリ2連覇や日本海チャンピオンシップの覇者イチヨシクイーン号、東北アラブダービーの覇者ウインドスイセイ号。リーディング3回。
- 長谷川昭夫 - 前記の瀬高松彌師の弟子で、特に数多くのアラブを輩出。主な活躍馬・東北アラブチャンピオン2連覇や全日本アラブ大賞典3着のテツノボルト号、東北アラブ3歳チャンピオンの覇者カネサスマイル号、北日本アラブ優駿の覇者カズノファスト号。リーディング1回。
- 向山勝 - 中部地方の地方競馬出身で、数多くの活躍馬を輩出。津野総夫騎手や甥にあたる向山牧騎手の師匠。主な活躍馬・東北招待や新潟グランプリ2連覇のアイアンハート号、東北サラブレッド大賞典の覇者アジャストメント号、マイルチャンピオンシップ南部杯や平安ステークス2着のオーディン号。リーディング13回。
- 横山孝四郎 - 平成に入ってから、数多くの重賞ウィナーを輩出。新潟県競馬唯一のダートグレード競走制覇を成し遂げる。主な活躍馬・新潟グランプリ2連覇のダービーアール号、東北サラブレッド3歳チャンピオンの覇者リーダードリーム号、群馬記念や東北サラブレッド大賞典などを制したロバリーハート号。リーディング1回。